# Liściouch przyjacielski
Liściouch przyjacielski (Phyllotis amicus) – gatunek ssaka z podrodziny bawełniaków (Sigmodontinae) w obrębie rodziny chomikowatych (Cricetidae), występujący endemicznie w Peru.

## Systematyka
Gatunek po raz pierwszy zgodnie z zasadami nazewnictwa binominalnego opisał w 1900 roku brytyjski zoolog Oldfield Thomas nadając mu nazwę Phyllotis amicus. Miejsce typowe to Tolón w regionie Cajamarca w Peru, na wysokości 100 m n.p.m..
Analizy filogenetyczne oparte na materiale genetycznym kodującym cytochrom b wskazują, że liściouch przyjacielski i liściouch pacyficzny (Phyllotis limatus) to gatunki siostrzane. Autorzy Illustrated Checklist of the Mammals of the World rozpoznają trzy podgatunków.
W wydanej w 2015 roku przez Muzeum i Instytut Zoologii Polskiej Akademii Nauk publikacji „Polskie nazewnictwo ssaków świata” rodzajowi temu nadano nazwę liściouch, a gatunkowi – liściouch przyjacielski.

### Etymologia
- Phyllotis: gr. φυλλον phullon „liść”; ους ous, ωτος ōtos „ucho”[9].
- amicus: łac. amicus „przyjazny, uprzejmy”[10].
- maritimus: łac. maritimus „morski, z morza”, od mare, maris „morze”[11].
- montanus: łac. montanus „znaleziony w górach, górski, góral”, od mons, montis „góra”[12].

## Występowanie
Liściouch przyjacielski występuje wzdłuż wybrzeża i w niższych partiach stoków Andów w zachodnim Peru, od regionu Piura po region Arequipa, na wysokościach od 50 do 2100 m n.p.m. Zamieszkuje suche tereny piaszczyste i skaliste, rzadko pokryte roślinnością. Informacje o jego występowaniu w Argentynie wynikają z błędnej identyfikacji – tamtejszy okaz został później rozpoznany jako ryżaczek czakoański (Oligoryzomys chacoensis).
Zasięg występowania w zależności od podgatunku:
- P. amicus amicus – pogórze andyjskie od północno-zachodniego do południowo-zachodniego Peru.
- P. amicus maritimus – znany tylko z miejsca typowego w prowincji Pallasca, zachodnio-środkowe Peru.
- P. amicus montanus – zachodnie stoki andyjskie w departamentach La Libertad i Ancash.

## Wygląd
Jest to niewielki ssak, o wielkości i wyglądzie pośrednim między liściouchem ekwadorskim (Phyllotis haggardi) a nadbrzeżnikiem pustynnym (Paralomys gerbillus). Długość ciała (bez ogona) 80–85 mm, długość ogona 100–105 mm, długość ucha 19–25 mm, długość tylnej stopy 22–23 mm; masa ciała 18–28 g. Jego futro jest miękkie i gładkie, włosy na grzbiecie mają 8–9 mm długości. Ma płowoszarą barwę, z dodatkiem czarnych włosów. Pyszczek i ciemię mają podobny kolor co grzbiet. Policzki, boki szyi i ciała są piaskowożółte, oddzielają ciemniejszy grzbiet od białego spodu ciała. Uszy są bardzo duże, rzadko owłosione, z zewnątrz szarobrązowe, od wewnątrz płowoszare. Ogon jest długi, wyraźnie owłosiony; z wierzchu jest brązowy, od spodu biały. Stopy i dłonie są z wierzchu białe. Czaszka gryzonia ma nietypowo duże puszki bębenkowe, większe niż u wyraźnie większego liścioucha ekwadorskiego.

## Tryb życia
Liściouch przyjacielski prowadzi naziemny, nocny tryb życia. Może się rozmnażać przez cały rok. W niewoli samice rodziły od jednego do trzech młodych, po ciąży trwającej 24 dni. Jest wszystkożerny, około połowy jego diety stanowią liście, ale zjada więcej owadów i mniej nasion niż większość innych liściouchów.

## Populacja i zagrożenia
Liściouch przyjacielski jest uznawany za gatunek pospolity, choć jego populacje są dość rozproszone. W Lomas de Lachay gęstość populacji oceniano na 0–12 osobników na hektar, wzrastała ona w porze deszczowej. Występuje w siedmiu obszarach chronionych. Nie są znane większe zagrożenia dla gatunku, chociaż na niektórych obszarach może mu zagrażać urbanizacja. Międzynarodowa Unia Ochrony Przyrody uznaje go za gatunek najmniejszej troski, wskazując przy tym, że potrzebne są dalsze badania nad jego siedliskami i ekologią.